# Cícero João de Cezare
Cícero João de Cezare (Pradópolis, 24 juni 1980) - alias Cicinho - is een Braziliaans voormalig voetballer die als verdediger speelde.
De rechtervleugelverdediger begon zijn carrière als prof bij Botafogo FC (Ribeirão Preto) in 2000. Cicinho vertrok in 2001 naar Atletico Mineiro, om vervolgens in 2004 naar São Paulo FC te gaan. Hij schreef in mei 2005 geschiedenis door de 10.000e goal in de Copa Libertadores te maken. De verdediger scoorde in de return van de achtste finale tegen Palmeiras. Deze wedstrijd was tevens zijn honderdste duel in het shirt van São Paulo FC. Uiteindelijk won São Paulo FC in 2005 de Copa Libertadores. 
Cicinho is sinds april 2005 Braziliaans international. In 2005 won hij met de Goddelijke Kanaries de Confederations Cup. Als vervanger van Cafú en Juliano Belletti, maakte Cicinho een zeer goede indruk en gaf hij drie assists. In november 2005 maakte Cicinho zijn eerste interlanddoelpunt in een oefenduel tegen de Verenigde Arabische Emiraten. 
Cicinho is in begin 2006 door Real Madrid gekocht voor een slordige 4 miljoen euro. Hij had er felle concurrentie van de Spaanse international Michel Salgado en de Uruguayaan Carlos Diogo. 
Sinds het begin van het seizoen 2007/2008 speelt Cicinho niet meer voor Real Madrid. Hij tekende voor vijf jaar een contract bij AS Roma, dat negen miljoen euro voor hem neertelde. In februari 2010 werd hij uitgeleend aan São Paulo FC. In 2011 keerde hij (tijdelijk) terug naar de Spaanse voetbalcompetitie om op huurbasis te gaan voetballen voor Villarreal CF. In juli 2012 keerde hij AS Roma definitief de rug toe en tekende hij bij Sport Recife.
Van 2013 tot 2016 speelde Cicinho in Turkije voor Sivasspor. In september 2017 hervatte hij zijn loopbaan bij Brasiliense FC. In maart 2018 beëindigde hij zijn loopbaan vanwege knieproblemen.
1 Dida ·
2 Maicon ·
3 Lúcio ·
4 Roque Júnior ·
5 Emerson ·
6 Gilberto Melo ·
7 Robinho ·
8 Kaká ·
9 Adriano ·
10 Ronaldinho  ·
11 Zé Roberto ·
12 Marcos ·
13 Cicinho ·
14 Juan ·
15 Luisão ·
16 Léo ·
17 Gilberto Silva ·
18 Juninho Pernambucano ·
19 Renato ·
20 Júlio Baptista ·
21 Ricardo Oliveira ·
22 Edu ·
23 Gomes ·
Coach: Parreira
1 Dida ·
2 Cafú  ·
3 Lúcio ·
4 Juan ·
5 Emerson ·
6 Roberto Carlos ·
7 Adriano ·
8 Kaká ·
9 Ronaldo ·
10 Ronaldinho ·
11 Zé Roberto ·
12 Rogério Ceni ·
13 Cicinho ·
14 Luisão ·
15 Cris ·
16 Gilberto Melo ·
17 Gilberto Silva ·
18 Mineiro ·
19 Juninho Pernambucano ·
20 Ricardinho ·
21 Fred ·
22 Júlio César ·
23 Robinho ·
Coach: Parreira